# Ferdinando Bracciforti
Ferdinando Bracciforti (Fermo, 15 novembre 1827 – Milano, 20 aprile 1907) è stato un linguista e patriota italiano.

## Biografia
Nato nel 1827 a Fermo (città tornata nel 1814 sotto il dominio dello Stato Pontificio dopo il dissolversi del napoleonico Regno Italico) dal conte Vincenzo e da Giulia Cioccolanti, fu allievo nel collegio di Parma dei chierici regolari di San Paolo (meglio conosciuti come barnabiti) e poi paggio nella corte di Maria Luisa d'Asburgo-Lorena, duchessa di Parma.
Dopo aver partecipato nel 1848 alla prima guerra d'indipendenza come volontario, combattendo nelle battaglie di Pastrengo e di Novara, si laureò in legge e studiò varie lingue, tra cui, particolarmente, l'inglese di cui fu insegnante per alcuni decenni in varie scuole milanesi.
Abbandonata la fede cattolica poco dopo il 1860, aderì all'evangelicismo e poi alle dottrine dell'unitarianismo, movimento religioso cristiano che, rifiutando il dogma della Trinità e la conseguente divinità di Cristo, affermava l'assoluta unicità di Dio. Bracciforti cercò di diffondere in Italia le tesi unitariane anche attraverso un periodico, Riforma del secolo XIX, pubblicato a Milano dal 1869 al 1872.
Collaborarono al periodico diversi patrioti del Risorgimento italiano tra i quali Garibaldi, Saffi, 
triumviro della Repubblica Romana, Mamiani, ministro e senatore del Regno d'Italia e altri.
Il suo impegno portò alla creazione, nel capoluogo lombardo, della prima comunità unitariana d'Italia.
Morì a Milano, a settantanove anni, nel 1907.

## Opere
- J. Millhouse e F. Bracciforti, New English and Italian pronouncing and explanatory dictionary with many addictions by Ferdinand Bracciforti, Milano, a spese degli eredi Millhouse, 1864.
- Cristianesimo senza miracoli per un evangelico sazio di dommatismo, Milano, Tip. Internazionale, 1866.
- Patriottismo e cristianesimo per l'autore del Cristianesimo senza miracoli, Milano, Tip. Internazionale, 1866.
- A new pronouncing-dictionary of the English and Italian languages, Milano, O. Ferrario, (Tip. Wilmant), 1874.
- Corso pratico-teorico di lingua inglese, 2 voll., Milano, Tip. Lombardi, 1877-1879
- Nuovo dizionario inglese-italiano e italiano-inglese, con la pronuncia segnata per ambe le lingue, Milano, Tip. Della Casa Edit. Guigoni, 1892.
- Per le elezioni politiche, appello al buon senso e al patriottismo. Discorso pronunciato il 2 novembre 1894 del prof. Ferdinando Bracciforti, Milano, Tip. Bernardoni di C. Rebeschini e C., 1895.
- Cristo redentore anche senza miracoli, Milano, Tip. Rigamonti e Brambilla, 1896.